# Blade af Satans bog
Blade af Satans bog er en stumfilm fra 1921 med Carl Th. Dreyer som instruktør.
Filmen består af fire episoder, der skildrer Satan og hans fristelser af mennesker.

## Handling
Filmen består af 4 'fortællinger', som i filmens trykte program har fået betegnelserne: I Jødeland - Inkvisitionen - Den franske Revolution - Den røde Garde. I de fire episoder følger man Satan, forbandet af Gud og dømt til atter og atter at friste menneskene; kun hvis nogen modstår ham, kan han blive udfriet. Episode 1 viser Jesus blive forrådt af Judas, lokket dertil af Satan i en farisæers skikkelse. Episode 2 foregår i 1500-tallets Spanien; Satan er en stor-inkvisitor, der plager og driver en ung munk til at begå en skændig voldtægt. Episode 3 foregår under den franske revolution; en ung mand, der har chancen for at redde Marie Antoinette, lader hende dø i guillotinen fordi hun minder ham om en ugerning, han fristedes til af Satan, der nu er jakobiner-fører.
Den fjerde episode foregår under den finske borgerkrig i 1918.
I denne fortælling har Satan skikkelse af en russer, der opildner de finske rødgardister mod de finske Hvide. Rødgardisterne truer en telegrafpasser og hans kone. Konen modstår fristelsen, og i stedet for at blive forræder begår hun selvmord.
I rollerne som telegrafpasseren Paavo og hans kone Siri er Carlo Wieth og Clara Pontoppidan.

## Produktion og modtagelse
Filmen har manuskript af Edgard Høyer og Dreyer, mens Nordisk Films Kompagni stod for produktionen.
Edgard Høyers manuskript går tilbage til 1913 og var ifølge rulleteksterne baseret på en roman af Marie Corelli, hvilket dog ikke ses af filmen. Filmprojektet blev godkendt i 1918, og optagelserne foregik i 1919. 
Filmen havde urpremiere i Oslo i 1920 og først danmarkspremiere den 24. januar 1921.
Episoden der viser Jesus anså visse religiøse grupper for blasfemisk.
Den åbenlyse negative skildring af de Røde i 4. episode blev kritiseret af en socialistisk avis.
Blade fra Satans bog er betegnet som ambitiøs og Griffith-inspireret.

## Medvirkende
- Helge Nissen - Satanas
- Halvard Hoff - Jesus
- Jacob Texière - Judas
- Erling Hansson - Johannes
- Hallander Hellemann - Don Gomez
- Ebon Strandin - Isabella, Don Gomez' datter
- Johannes Meyer - Don Fernandez, Isabellas lærer
- Nalle Haldén - José, hushovmester
- Hugo Bruun - Grev Manuel
- Tenna Kraft - Dronning Marie-Antoinette
- Viggo Wiehe - Grev de Chambord
- Emma Wiehe - Grevinde de Chambord
- Jeanne Tramcourt - Komtesse Geneviève
- Elith Pio - Tjener, senere politikommisær
- Emil Helsengreen - Folkekommisær
- Sven Scholander - Michonnet
- Viggo Lindstrøm - Fader Pitou
- Vilhelm Petersen
- Carlo Wieth - Paavo
- Clara Pontoppidan - Siri, Paavos hustru
- Carl Hillebrandt - Rautaniemi
- Christian Nielsen - Korporal Matti
- Karina Bell - Naima